# Kożuchówka
Kożuchówka – wieś w Polsce, położona w województwie lubelskim, w powiecie łukowskim, w gminie Krzywda.
| SIMC    | Nazwa    | Rodzaj    |
| ------- | -------- | --------- |
| 0677168 | Anielin  | część wsi |
| 0677174 | Kosiorki | kolonia   |

W latach 1975–1998 wieś administracyjnie należała do województwa siedleckiego.
Wieś stanowi sołectwo w gminie Krzywda. Według Narodowego Spisu Powszechnego z roku 2011 wieś liczyła 328 mieszkańców.
Wierni Kościoła rzymskokatolickiego należą do parafii Matki Bożej Częstochowskiej w Radoryżu Kościelnym.
Wieś szlachecka położona była w drugiej połowie XVI wieku w ziemi łukowskiej województwa lubelskiego. 
Wieś o charakterze rolniczym położona przy drodze Krzywda – Łuków. We wsi ponadto niewielka ubojnia, wytwórnia wędlin i sklep.
Zachodnia część wsi nosi tradycyjną nazwę Kosiorki; znajdował się tam duży majątek ziemski rozparcelowany w ramach reformy rolnej. W dawnym dworze obecnie mieści się leśnictwo.